# Henry Redpath
Henry Adeney Redpath (* 19. Juni 1848 in Forest Hill, London; † 24. September 1908 in London) war ein englischer anglikanischer Theologe und Septuagintaforscher.

## Leben
Henry Redpath studierte am Queen’s College der Universität Oxford. 1871 schloss er als B.A. ab. 1872 wurde er zum Diakon bestellt und empfing zwei Jahre später seine Weihe zum Priester. Er wirkte als Prediger in Southam (1872–75) und Luddesdown (1876–1880), als Vikar in Wolvercote (1880–1883), als Pfarrer in Holwell, Grafschaft Dorset (1883–1890), als Vikar in Sparsholt (1890–1898) und ab 1898 als Pfarrer in St. Dunstan im Osten Londons.
Von 1901 bis 1905 war er Dozent für Septuagintaforschung an der Universität Oxford. Die ab 1897 von ihm gemeinsam mit Edwin Hatch herausgegebene umfangreiche Konkordanz zur Septuaginta (zitiert als Hatch-Redpath) gilt bis heute als bibelwissenschaftliches Grundlagenwerk.

## Werke
- A concordance to the Septuagint and the other Greek Versions of the Old Testament (including the Apocryphal books) by Edwin Hatch and Henry Redpath, Oxford: Clarendon Press, 1897–1906. Category. Wikimedia Commons.
- Christ the Fulfilment of Prophecy, London, 1907